# Roy Emerson
Roy Stanley Emerson (sinh ngày 3 tháng 11 năm 1936) là một cựu tay vợt số một thế giới người Úc, người đã giành được 12 danh hiệu đơn Grand Slam và 16 danh hiệu đôi nam Grand Slam. Ông là tay vợt nam duy nhất đã hoàn thành Career Grand Slam (giành được các danh hiệu tại cả bốn sự kiện Grand Slam) ở cả đơn và đôi. 28 danh hiệu lớn của ông là một kỷ lục mọi thời đại cho một cầu thủ nghiệp dư nam. Emerson là tay vợt nam đầu tiên giành được một trong bốn danh hiệu lớn ít nhất hai lần trong sự nghiệp. Ông là một trong 8 tay vợt nam giành được cả bốn Grand Slam trong sự nghiệp. 
Emerson là cầu thủ nam đầu tiên giành được 12 Grand Slam. Anh giữ kỷ lục sáu danh hiệu đơn nam Úc mở rộng cho đến năm 2019 khi Novak Djokovic giành danh hiệu này lần thứ bảy. Emerson đã thắng năm giải Úc Mở rộng liên tiếp (1963-1967). 12 lần vô địch Grand Slam của ông sau đó đã bị vượt qua. Emerson là một trong năm tay vợt duy nhất mọi thời đại giành được nhiều Grand Slam trong cả đánh đơn và đánh đôi. Những người khác là Frank Sedgman, Margaret Court, Martina Navratilova và Serena Williams.

## Tiểu sử
Emerson được sinh ra tại một trang trại ở Blackbutt, Queensland. Gia đình ông sau đó chuyển đến Brisbane và anh đã nhận được đào tạo quần vợt tốt hơn sau khi theo học tại Trường ngữ pháp Brisbane và Trường ngữ pháp Ipswich.
Emerson đã giành được danh hiệu đôi giải đấu Grand Slam đầu tiên vào năm 1959 tại Wimbledon (đánh cùng với Neale Fraser). Năm 1961, ông đã giành được danh hiệu đánh đơn giải đấu Grand Slam đầu tiên của mình tại Giải vô địch Úc, đánh bại người đồng hương Rod Laver trong bốn set trong trận chung kết. Cuối năm đó, Emerson giành được vương miện đơn lớn thứ hai khi anh một lần nữa đánh bại Laver trong trận chung kết Giải vô địch Hoa Kỳ.
Được biết đến với biệt danh"Emmo", Emerson - tay vợt tay phải nổi tiếng với việc tập luyện chăm chỉ và luôn sẵn sàng cho các trận đấu vất vả do có mức độ thể lực vượt trội. Ông chủ yếu là một tay vợt đánh bóng theo phong cách phát bóng sau đó chạy lên lưới, nhưng cũng có thể thích nghi với sự khắc nghiệt của các sân nảy chậm, cho phép ông có được thành công trên mọi bề mặt sân.